# Струга (община)
Струга (макед. Општина Струга) — община в Северной Македонии. Расположена на юго-западе страны. Население составляет 63 376 человека (2002 год).
Административный центр — город Струга.
Площадь территории общины 483 км².